# Murda Muzik
Murda Muzik är Mobb Deeps fjärde album och släpptes 1999 i samarbete med Loud Records. Albumet sålde platina i USA (över en miljon exemplar sålda) och intog tredje plats på den amerikanska topplistan.

## Låtlista
1. "Intro" - 0:45
2. "Streets Raised Me" - 4:34
3. "What's Ya Poison" - 3:45
4. "Spread Love" - 4:04
5. "Let a Ho Be a Ho" - 3:35
6. "I'm Going Out" - 3:45
7. "Allustrious" - 4:10
8. "Adrenaline" - 4:42
9. "Where Ya From" - 4:02
10. "Quiet Storm" - 4:26
11. "Where Ya Heart At" - 4:28
12. "Noyd Interlude" - 0:20
13. "Can't Fuck Wit" - 4:12
14. "Thug Muzik" - 4:35
15. "Murda Muzik" - 4:11
16. "The Realest" - 4:21
17. "U.S.A. (Aiight Then)" - 4:04
18. "It's Mine" - 4:24 (med Nas)
19. "Quiet Storm" - 4:04 (med Lil' Kim)